# Cerodontha nigricoxa
Cerodontha nigricoxa är en tvåvingeart som beskrevs av Malloch 1914. Cerodontha nigricoxa ingår i släktet Cerodontha och familjen minerarflugor.
Artens utbredningsområde är Taiwan. Inga underarter finns listade i Catalogue of Life.